# The Client List
The Client List (No Brasil, A Lista de Clientes / Uma Mulher de Coragem ) é um telefilme dramático norte-americano para televisão de 2010, estrelado por Jennifer Love Hewitt, que por ele recebeu uma indicação ao Globo de Ouro, feito em 2011.
Baseado numa história real, que aconteceu na cidade de Odessa, no Texas, tem aproximadamente 95 minutos de duração. Foi produzido pela Sony Pictures.

## Sinopse
O filme conta a história de uma ex-miss que, por passar dificuldades financeiras, acaba aceitando um emprego como massagista em um local que na verdade é um prostíbulo. Precisando de dinheiro, ela aceita as regras do local e vem a se tornar uma garota de programa às escondidas da família para sustentá-las. Entretanto, a moça logo percebe o erro e tenta reconquistar a confiança da família.

## Elenco
- Jennifer Love Hewitt, como Samantha "Sam" Horton/Brandy
- Sonja Bennett, como Dee
- Kandyse McClure, como Laura
- Cybill Shepherd, como Cassie
- Teddy Sears, como Rex Horton